# Université Paris-Sud
Université Paris-Sud är ett statligt universitet i Parisförorten Orsay i Frankrike. Det grundades 1971 efter uppdelningen av Paris universitet. Lärosätet är särskilt känt för sina utbildningar i matematik och naturvetenskap.
Skolan är en av de främsta i Frankrike. Det rankas som det 181:e främsta lärosätet i världen i Times Higher Educations ranking av världens främsta lärosäten 2018.